# 佐洛图哈村委员会
佐洛图哈村委员会（俄语：Золотухинский сельсовет）是俄罗斯联邦阿斯特拉罕州阿赫图宾斯克区所属的一个村委员会。其下辖有1个居民点，行政中心为佐洛图哈。据2015年统计，该村委员会的人口为1411人。